# Kurt Kronenberg
Kurt Kronenberg (* 4. Februar 1905 in Aupitz; † 6. Juli 1987 in Bad Gandersheim) war ein deutscher Jurist, Pastor und Heimatforscher. Er verfasste mehrere Studien zur Geschichte von Stift, Stadt und Landkreis Bad Gandersheim sowie einen Roman und Erzählungen mit stadtgeschichtlichen Bezügen. Die regionalgeschichtlichen Forschungen werden von seinem Sohn Axel C. Kronenberg fortgesetzt.

## Leben und Wirken
Kurt Kronenberg studierte Rechtswissenschaften und Theologie in Jena. 1928 wurde er mit einer arbeitsrechtlichen Dissertation (die 1929 veröffentlicht wurde) zum Dr. jur. promoviert. Im Jahr 1932 legte er das Zweite juristische Staatsexamen ab. Von 1932 bis 1939 war Kronenberg als Kirchenjurist in der Verwaltung der evangelischen Kirche in mehreren Städten tätig, zuletzt als Oberkonsistorialrat bei der Deutschen Evangelischen Kirche und beim Evangelischen Kirchenrat in Berlin. Im Zweiten Weltkrieg arbeitete er in der Militärverwaltung in Griechenland. Nach Kriegsende wechselte Kronenberg seinen Beruf und wurde Pastor: Ende 1946 legte er eine theologische Prüfung in Wolfenbüttel ab. Zunächst übernahm er von 1947 bis 1949 eine Pfarrei in Zorge, ging dann für fünf Jahre nach Jerstedt und wirkte schließlich von 1954 bis 1975 als Pfarrer in der Stadtkirchengemeinde in Bad Gandersheim.
In den 1930er Jahren verfasste er viele Beiträge zur Familiengeschichtsforschung im Mansfeld, die er in der Mansfelder Sippenkunde als Mitherausgeber veröffentlichte. Ab 1958 verfasste Kronenberg mehrere Publikationen zur Geschichte von Stift, Stadt und Landkreis Bad Gandersheim. Außerdem schrieb er einen Roman und veröffentlichte eine Novellensammlung mit stadtgeschichtlichen Bezügen. 
Der Nachlass von Kurt Kronenberg befindet sich im Staatsarchiv Wolfenbüttel.

## Ehrungen
Kurt Kronenberg erhielt 1971 das Verdienstkreuz am Bande des Niedersächsischen Verdienstordens. 1975 wurde er Ehrenbürger der Stadt Bad Gandersheim. 1989 erhielt ein Weg am Clusberg den Namen „Dr. Kurt Kronenberg - Weg“.

## Werke (Auswahl)
Veröffentlichungen bis 1945
- Die Ausnahmen von der Unabdingbarkeit der Tarifnormen. Verlag Robert Noske, Borna-Leipzig 1929 (Dissertation, Universität Jena, 1929).
- Die Herrschaft Röblingen: Geschichte und Geschichten der alten Seedörfer am Südufer des ehemaligen Salzigen Sees; Oberröblingen, Unterröblingen, Amsdorf, Wansleben. Ernst Schneider, Eisleben 1931 (zusammen mit Hermann Etzrodt).
- Feuer über Seeburg: Bilder aus dem großen Kriege. Hallische Nachrichten, Halle 1932.
- Mansfelder Sippenkunde: Heimatbeilage zum Eisleber Tageblatt (1933–1941; als Herausgeber und Mitautor; Inhaltsverzeichnis).
- Die Wegesche Chronik: Geschichte eines Mansfelder Bauerngeschlechts. Geschrieben im Auftrag des Familienverbandes Wege. Schneider, Eisleben 1933 (zusammen mit Hermann Etzrodt).
- Handeln unter falschem Namen, insbesondere bei der Auflassung. Nolte, Düsseldorf 1936 (Dissertation, Universität Erlangen, 1937).
- Kirchen-Urkunden für Sippenforschung und deutschblütigen Abstammungsnachweis: Ein Wegweiser für Pfarrer und Kirchenbuchführer in den geltenden Bestimmungen, Erlasse und Gebührenordnungen. Evangelischer Preßverband für Deutschland, Berlin-Steglitz 1937.
- Hirsch: Geschichte eines Mansfelder Geschlechts. Teil 1: 1500–1750. Dr. H. Ch. Hirsch, Halle (Saale) 1938 (zusammen mit Hermann Etzrodt).
- Mansfelder Fischer: Geschichten um den Salzigen und Süßen See (= Bilder aus der Mansfelder Vergangenheit. Bd. 2). Schneider, Eisleben 1940.

Regionalhistorische Studien
- Verfallene Ritterburgen um Gandersheim. Verlag C. F. Hertel, Bad Gandersheim 1960.
- Kronenhaus und Kaisersall: Gandersheimer Stiftsgebäude einst und jetzt. Verlag C. F. Hertel, Bad Gandersheim 1960.
- Äbtissinnen des Barock: Lebensschicksale in Bad Gandersheim 1665: 1713. Verlag C. F. Hertel, Bad Gandersheim 1961.
- Chronik von Lewe-Liebenburg. Verlag C. F. Hertel, Bad Gandersheim 1963.
- Ellierode: Das verborgene Dorf, Chronik. Verlag C. F. Hertel, Bad Gandersheim 1963.
- Wanderungen um Gandersheim. Verlag C. F. Hertel, Bad Gandersheim 1965.
- Clus und Brunshausen: Verlassene Klöster. Verlag C. F. Hertel, Bad Gandersheim 1966.
- Chronik von Opperhausen: Dorf im Auetal. Verlag C. F. Hertel, Bad Gandersheim 1966.
- Mit Merian durch Gandersheim: Streifzug durch die Stadt anhand des Merianstiches von 1652. Verlag C. F. Hertel, Bad Gandersheim 1968.
- Gandersheimer Chronikblätter: Heimatbeilage zum Gandersheimer Kreisblatt (1970–1986).
- Die Klosterkirche Clus und ihr Schnitzaltar. Hrsg. von der Ev.-luth. Kirchengemeinde Clus aus Anlaß der 850-Feier 1977. Gedruckt von C. F. Hertel Bad Gandersheim.
- Chronik der Stadt Bad Gandersheim. Hrsg. von der Stadt Bad Gandersheim 1978.
- Die Äbtissinnen des Reichsstiftes Gandersheim. Verlag Gandersheimer Kreisblatt, Bad Gandersheim 1981.
- Brunshausen: Vom Missionskloster zum Sommerschloss einer Fürstäbtissin. Verlag Gandersheimer Kreisblatt, Bad Gandersheim 1983.
- Häuserchronik der Stadt Bad Gandersheim. Verlag Lax, Hildesheim 1983.
- Die Glasfenster der Gandersheimer Stiftskirche. Deutscher Kunstverlag, München, Berlin 1984.

Stadt- und Kirchenführer
- Gandersheim: Das Reichsstift und seine Kunstwerke. Deutscher Kunstverlag, München u. Berlin 1974.
- Bad Gandersheim: Führer durch die Tausendjährige Roswithastadt am Harz. Verlag Gandersheim Kreisblatt, Bad Gandersheim 1962.
- Gandersheim: Das Reichsstift und seine Kunstwerke. Deutscher Kunstverlag, München/Berlin 1983.
- Bad Gandersheim in alten Ansichten. Europäische Bibliothek, Zaltbommel/Niederlande, 2. Auflage 1986.

Veröffentlichungen zu Roswitha von Gandersheim
- Roswitha von Gandersheim: Leben und Werk. Verlag C. F. Hertel, Bad Gandersheim 1962.
- Roswitha von Gandersheim: Die Briefe. Bad Gandersheim o. J.
- Roswitha von Gandersheim: Von den Anfängen des Stiftes Gandersheim. Verlag C. F. Hertel, Bad Gandersheim 1973.

Romane und Erzählungen
- Die klugen und die törichten Jungfrauen: Novelle aus der Geschichte Gandersheims. Verlag Giebel & Oehlschlägel, Osterode Harz 1958.
- Weihnachtserzählungen aus dem alten Gandersheim, Zeichnungen von Theda Thielking. Verlag C. F. Hertel, Bad Gandersheim 1977.
- Eva von Trott: Roman aus der Geschichte Gandersheims. Mit Zeichnungen von Theda Tielking. Verlag Hertel, Bad Gandersheim 1980.
- Gandersheimer Novellen: Denkwürdige Begebenheiten aus der Geschichte Gandersheims. Mit Zeichnungen von Theda Tielking. Verlag Gandersheimer Kreisblatt, Bad Gandersheim 1982.
- Der Gesundbrunnen von Gandersheim: Erzählung aus der Geschichte des Heilbades Gandersheim. Hrsg. von der Gandersheimer Volksbank e.G., Bad Gandersheim 1985.